# Pomnik księcia Bogusława X i jego żony królewny Anny Jagiellonki w Szczecinie
Pomnik księcia Bogusława X i jego żony królewny Anny Jagiellonki usytuowany jest przy ulicy Korsarzy w Szczecinie, w północno-zachodnim narożniku Zamku Książąt Pomorskich, obok Wieży Dzwonów. 
Konkurs na projekt pomnika ogłoszono w 1969 r., a wybór postaci Bogusława X Wielkiego i Anny Jagiellonki (córki króla Kazimierza Jagiellończyka) dokonany został w celu podkreślania silnie akcentowanych propagandowo związków Pomorza z Polską. Pierwszą nagrodą w konkursie była realizacja pomnika. Zdobyły ją ex aequo dwie rozpoczynające dopiero kariery artystyczne szczecińskie rzeźbiarki, Leonia Chmielnik i Anna Paszkiewicz, które przedstawiły dwa różne projekty. Komisja konkursowa zasugerowała ich połączenie i wspólne wykonanie pomnika, na co obie artystki się zgodziły. Zapoczątkowało to ich wieloletnią współpracę (jeszcze przed ukończeniem opisywanego pomnika wykonały wspólnie pomnik Gryfa Pomorskiego, stojący przed Urzędem Miasta w Szczecinie). Komisja sugerowała zresztą w toku konkursu różne kwestie, np. aby postać Anny Jagiellonki jako polskiej królewny, dla podkreślenia jej rangi nie była niższa od księcia Bogusława (wbrew faktom, bo książę był mężczyzną bardzo wysokim, znacznie wyższym od żony).
Prace nad pomnikiem trwały kilka lat, ponieważ komisja żądała od autorek wykonywania kolejnych modeli pomnika (w glinie, w gipsie), rozważano nawet rezygnację z realizacji, ale ostatecznie pomnik wykonano. Obie autorki same jeździły do kamieniołomu w Bolesławcu, aby wybrać kamienne bloki na surowiec. Pomnik był rzeźbiony w miejscu, w którym się miał znajdować, z rusztowania.
Pomnik odsłonięto 22 lipca 1974 w Narodowe Święto Odrodzenia Polski (30 rocznica). Przedstawia dwie historyczne postacie: z lewej książę pomorski Bogusław X, z prawej jego żona królewna Anna Jagiellonka, stojący obok siebie i zwróceni w stronę centrum miasta. Królewna ubrana jest w długą, sięgającą do ziemi jednoczęściową suknię i umiejscowiona jest stopień wyżej, aniżeli współmałżonek. Książę, zrównany w ten sposób wzrostem z Anną Jagiellonką, ukazany jest w szatach królewskich, spiętych pasem. Na ramionach władca ma długi, opadający do ziemi płaszcz a na głowie płaskie nakrycie. Na piersi ma zawieszony łańcuch z medalionem, będący oznaką książęcej godności.
Pomnik wykonany jest w żółtym piaskowcu. Na cokole umieszczony został napis o treści „Bogusław X i Anna Jagiellonka 1491”. Fakturę rzeźby częściowo uszkodzono podczas nieudolnej próby oczyszczenia w 2000 r.
W 2024 r. zrealizowany został film dokumentalny Heleny Kwiatkowskiej i Marty Płachty Babska sprawa opowiadający historię stworzenia pomnika, z udziałem obu jego autorek.